# Roś (stacja kolejowa)
Roś (biał. Рось, ros. Рось) – stacja kolejowa w miejscowości Roś, w rejonie wołkowyskim, w obwodzie grodzieńskim, na Białorusi.
Stacja istniała przed II wojną światową.